# Покосон (Вірджинія)
Покосон (англ. Poquoson) — незалежне місто в США,  в штаті Вірджинія. Населення — 12 460 осіб (2020).

## Географія
Покосон розташований за координатами 37°7′42″ пн. ш. 76°18′13″ зх. д. / 37.12833° пн. ш. 76.30361° зх. д. ( 37.128360, -76.303534).  За даними Бюро перепису населення США в 2010 році місто мало площу 203,12 км², з яких 39,67 км² — суходіл та 163,45 км² — водойми.

## Демографія
Згідно з переписом 2010 року, у місті мешкало 12 150 осіб у 4525 домогосподарствах у складі 3582 родин. Густота населення становила 60 осіб/км².  Було 4726 помешкань (23/км²). 
Расовий склад населення:
| - 95,1 % — білих - 2,1 % — азіатів - 0,6 % — чорних або афроамериканців - 0,3 % — корінних американців |

До двох чи більше рас належало 1,4 %. Іспаномовні складали 1,8 % від усіх жителів.
За віковим діапазоном населення розподілялося таким чином: 24,4 % — особи молодші 18 років, 60,0 % — особи у віці 18—64 років, 15,6 % — особи у віці 65 років та старші. Медіана віку мешканця становила 43,5 року. На 100 осіб жіночої статі у місті припадало 97,5 чоловіків;  на 100 жінок у віці від 18 років та старших — 95,2 чоловіків також старших 18 років.
Середній дохід на одне домашнє господарство  становив 98 162 долари США (медіана — 83 735), а середній дохід на одну сім'ю — 113 590 доларів (медіана — 97 684). Медіана доходів становила 73 365 доларів для чоловіків та 47 473 долари для жінок. За межею бідності перебувало 4,2 % осіб, у тому числі 4,6 % дітей у віці до 18 років та 4,0 % осіб у віці 65 років та старших.
Цивільне працевлаштоване населення становило 5932 особи. Основні галузі зайнятості: освіта, охорона здоров'я та соціальна допомога — 20,4 %, науковці, спеціалісти, менеджери — 15,2 %, виробництво — 11,9 %, будівництво — 8,9 %.